# Gustav von Gustedt
Gustav Friedrich Werner von Gustedt (* 27. August 1804 in Halberstadt; † 28. Dezember 1859 in Dardesheim) war ein preußischer Landrat.

## Leben

### Herkunft
Gustav von Gustedt entstammte einem hildesheimischen Uradelsgeschlecht und war der Sohn des Joachim Philipp von Gustedt (1749–1814) und der Marianne Freiin Spiegel von und zu Peckelsheim (1778–1856). Sein jüngerer Bruder war der spätere Landrat Werner von Gustedt.

### Werdegang
Gustedt war königlich-preußischer Oberleutnant der Landwehr-Kavallerie, Gutsherr auf Dardesheim und Rhoden, ab 1835 auch Badersleben.
Das Kloster Badersleben war im Zuge der Säkularisation im Jahr 1810 von der westfälischen Regierung auf Weisung Jérôme Bonapartes aufgelöst worden. Gustedt kaufte das Kloster mit zugehörigem Land und gründete hier 1846 eine Ackerbauschule, die schnell einen ausgezeichneten Ruf erlangte. Von 1844 bis 1859 wirkte er als Landrat in Halberstadt.
Gustedt heiratete am 4. September 1838 im Schloss Crossen in Crossen an der Elster Clementine Gräfin von Flemming (* 25. September 1820 in Koblenz; † 21. November 1913 in Halberstadt), die Tochter des königlich-preußischen Regierungspräsidenten Karl von Flemming (1783–1866), Gutsherr auf Crossen, und der Wilhelmine Gräfin von Hardenberg (Haus Neu-Hardenberg). Aus dieser Ehe stammte Sohn Ernst von Gustedt.